# Warehouse (Nantes)
Pour les articles homonymes, voir Warehouse.
Le Warehouse est un club culturel situé sur l'île de Nantes dans l'ouest de la France. Créé en 2017 et dirigé par Simon Boisson et Quentin Le Henaff, son objectif est la promotion d'évènements culturels et de la musique dans le monde. En mars 2020, deux ans et demi après son ouverture, l'établissement se classe au niveau international dans la liste des 100 meilleurs clubs du monde, se plaçant ainsi à la troisième place française selon le classement DJ Magazine. En 2025, il se hisse à la 55ème place mondiale et à la deuxième place française.
Il accueille des DJ's français et internationaux comme Amelie Lens, Bob Sinclar, Boris Brejcha, Boys Noize, Jeff Mills, Laurent Garnier, Paul Kalkbrenner ou encore des membres du collectif Pardon My French composé de DJ Snake, Malaa, Mercer et Tchami.

## Historique
Situé au Hangar à bananes, le Warehouse est né en 2017, remplaçant ainsi l'ancienne discothèque le LC Club qui avait ouvert ses portes en 2007 dans le cadre de la réhabilitation du hangar jusqu'alors dédié au commerce de bananes puis de sucre.
Les gérants du Warehouse, nantais, font évoluer le lieu vers une salle de concert qui propose des animations commerciales ou associatives durant la journée.

### Création du hangar à bananes
Le hangar à bananes voit le jour entre 1929 et 1930, au lendemain de la Première Guerre mondiale, afin de stocker les bananes importées depuis les colonies françaises
Après avoir été détruit en 1943 par les bombardements alliés de la Seconde Guerre mondiale, le hangar est reconstruit en 1949 par la Chambre de commerce et d'industrie de Nantes.
Le stockage de bananes prend fin au milieu des années 1970 pour laisser place au stockage de sucre par la raffinerie nantaise Béghin-Say.
L'évolution des activités du port de Nantes entraine progressivement la désaffectation du hangar qui n'abrite plus que quelques bureaux jusqu'au milieu des années 2000.

### Réhabilitation du hangar
Dans le cadre du réaménagement de l'île de Nantes, le hangar à bananes est réhabilité entre 2006 et 2007. L'aspect physique du bâtiment est conservé en hommage au patrimoine nantais.

### Les années LC-Club
A l'issue de la réhabilitation du hangar, près d'un tiers du bâtiment laisse place à la discothèque le LC-Club dirigée par Philippe Clément. 

### Ouverture du Warehouse
En 2017, l'établissement LC-Club ferme ses portes pour laisser place à une nouvelle direction et à une nouvelle discothèque concert-hall, le Warehouse, qui diversifie son activité culturelle et musicale, recevant concerts, évènements associatifs, caritatifs ou privés.
Un mini-documentaire retraçant l'histoire de l'ouverture du Warehouse est produit par l'établissement et publié en mars 2024.

## Présentation artistique
Le domaine de prédilection du Warehouse est la musique électronique mais la variété de la programmation artistique permet l'invitation d'artistes de tout horizon. 
L'établissement reçoit notamment en 2018 le duo Tragédie dix ans après la sortie de leur tube Hey oh, ou encore en 2019 le groupe Manau, interprète de la chanson La Tribu de Dana.
Le 22 juin 2019, c'est le DJ britannique Kristian Nairn connu pour son rôle d'Hodor dans la série Game of Thrones qui se produit lors d'une soirée « Rave of Thrones », à l'effigie de la série.

## Top 100 DJ Mag
Le magazine de référence mondiale DJ Mag publie annuellement le classement des meilleurs clubs du monde. Le Warehouse intègre ce classement en 2020.
- 2020 : #96 (entrée)[14]
- 2021 : #86 (+10)[15]
- 2022 : #73 (+13)[16]
- 2023 : #69 (+4)[17]
- 2024 : #62 (+7)[18]
- 2025 : #55 (+7)[19]

## Concepts artistiques
Progressivement après l'ouverture, l'établissement propose différentes résidences artistiques :
- « Le Campus du Warehouse », qui se destine aux évènements étudiants du jeudi soir.
- « Rave in Da Club », pour le hardstyle, l’uptempo, l’indus, l'acid ou encore le frenchcore. La résidence a notamment reçu le DJ Angerfist ou encore Dr Peacock.
- « Terror Jungle », proposant des sets de Tech House au cœur d'une scénographie jungle, accompagné d'un show light et de projections vidéos.
- « Tranceform », la résidence trance.
- « Under. », la résidence techno proposant une scénographie atypique et ayant notamment reçue Charlotte de Witte ou Deborah de Luca.
- « We Are Kitsch », proposant des tubes des années 1970 aux années 2000 au milieu de confettis, de co2 et d'une décoration kitsch.
- « Wonder », résidence conjuguant groove soul, funk, jazz ou disco aux rythmes électroniques et techniques de sampling.
- « Xplicit », la résidence hip-hop, rap et urban music, ayant notamment accueillie les rappeurs français Booba, ou Orelsan.

## Activités diverses

### Accueil de débats publics

#### Élections municipales de la ville de Nantes
Le 14 novembre 2019, en partenariat avec le collectif organisateur Trajectoires Nantaises, l'établissement a accueilli près de 350 personnes pour le débat de Laurence Garnier (LR), Johanna Rolland (PS), Margot Medkour et Valérie Oppelt (LREM), candidates à la mairie de Nantes pour les élections municipales 2020.

#### Projection de film
La salle principale du Warehouse fait également office de salle de cinéma où est notamment projeté début 2019 le documentaire « French Waves » retraçant l'histoire de la scène électronique mondiale. À l'issue de cette projection, des concerts et moments d'échanges sont organisés par les artistes du groupe Club Cheval.

### Bongo's Bingo
Depuis 2018, l'établissement accueille régulièrement des soirées Bingo. 

### Don du sang gastronome
En partenariat avec la table ronde française et l'Etablissement français du sang, des dons du sang gastronomes sont régulièrement organisés au Warehouse. A l'occasion, différents chefs et artisans locaux fournissent leurs produits et leurs savoir-faire pour proposer aux donneurs des collations gastronomiques.

### Le Voyage à Nantes
Depuis juillet 2019, le Warehouse prend part au Voyage à Nantes en accueillant notamment la Nuit du Van pour le lancement des festivités.

### Opération Livestream
En janvier 2021, le Warehouse lance l'opération "WE ARE A-LIVE" en proposant plusieurs jours par semaine des livestream d'environ une heure où mixent différents DJ locaux. Ces "directs", enregistrés depuis la main stage du Warehouse, sont destinés à remettre en lumière les artistes privés de scène dans le cadre de la crise sanitaire. Les participants numériques peuvent également effectuer un don pour soutenir le club nantais en contribuant aux charges fixes générées par l'établissement, toujours fermé au public.

## Médiatisation
Dans le cadre de la crise sanitaire du SARS-CoV-2, plusieurs reportages nationaux sont effectués sur l'établissement qui a dû fermer ses portes au public. Les gérants ont notamment reçu les caméras du journal de 20 heures de TF1 le 25 novembre 2020 et celles du 19/20 de France 3 le 14 décembre 2020. 
Le 23 février 2021, le Warehouse participe avec le collectif Culture bar-bars à une rencontre avec la conseillère de la ministre Roselyne Bachelot dans le but d'élaborer un nouveau statut de « clubs culture » rattaché directement au Ministère de la Culture.
En avril 2024, Simon Boisson, co-gérant du Warehouse, est de nouveau reçu aux côtés du syndicat Culture Nuit et du Groupement Hôtellerie et Restauration (GHR) au ministère de la culture. Cet échange conduit la ministre Rachida Dati à annoncer la reconnaissance des clubs français comme « acteurs culturels ».